# Río Moldova
El río Moldova (en rumano: Râul Moldova) es un río de Rumania, un afluente por la margen derecha del río Siret —afluente del Danubio— que recorre la región histórica de Moldavia. El río nace en las montañas Obcina Feredeu   de Bucovina en el Distrito de Suceava y se une al Siret en Cotu Vameș, al este de la ciudad de Roman en el Distrito de Neamț. La longitud total del Moldova desde su nacimiento hasta su confluencia con el Siret es de 213 km. El área de la cuenca es de 4299 km².
El río dio su nombre al Principado de Moldavia, cuya primera capital, Târgul Moldovei (ahora Baia), está en el río Moldova. Se discute el origen del nombre del río (ver Etimología de Moldavia). La tierra histórica rumana y el estado medieval de Moldavia toman su nombre del río Moldova .

## Geografía
El río Moldova nace del pico Lucina de las Obcinii Feredeu. Su fuente se encuentra cerca de Moldova-Sulita, ubicada en el condado de Suceava.
Fluye en una longitud de 237 km en dirección NV-SE y atraviesa los territorios de tres distritos: Suceava, Iași y Neamț. De su longitud, 150 km se encuentra en territorio de Suceava, donde su cuenca fluvial ocupa más del 35% de la superficie del distrito. En esta comarca, el río atraviesa sectores con pendiente más pronunciada (Pojorâta, Prisaca) y sectores donde la pendiente disminuye a menos de 3 m/km.
Con la salida de las montañas, el curso de Moldova se ramifica en las depresiones intramontanas, formando crestas, umbrales e islas. En el territorio del distrito de Iași, el Moldova fluye a lo largo de 30 km, con un caudal medio de 31,1 m³/s. 
El Moldova desemboca en el río Siret  Cotu Vameș, al este de la ciudad de Roman, en el territorio del distrito de Neamț. 

### Afluentes
Los siguientes ríos son afluentes del río Moldova (desde la fuente hasta la desembocadura):
- izquierda: Sulița, Benia, Breaza, Pârâul Negru, Moroșani, Pârâul Cailor, Timoi, Sadova, Deia, Lala, Moldovița, Doabra, Beltag, Tocila, Humor, Bucovăț, Corlata, Șomuz, Medisca, Hatia, Lețcani, Cristești, Boura, Petroaia (o Ciohoranca), Valea Baciului, Ciurlac

- derecha: Lucina, Lucava (o Lucova), Tătarca, Răchitiș, Gârbele, Orata, Delnița, Colac, Arseneasca (o Arseneasa), Putna, Colbul (o Izvorul Giumalăului), Prașca, Seaca, Izvorul Alb, Izvorul Malului, Valea Caselor, Șandru, Sălătruc, Suha, Voroneț, Isachia, Bălăcoaia, Valea Seacă, Suha Mică, Suha Mare, Sasca Mare, Bogata, Râșca, Seaca, Râșca, Sărata, Neamț (o Ozana), Topolița, Umbrari, Valea Albă (o Soci), Valea Mare, Viar.

## Ciudades y pueblos
Las siguientes ciudades y pueblos están situados a lo largo del río Moldova, desde el nacimiento hasta la desembocadura:  Moldova-Sulița, Câmpulung Moldovenesc, Vama, Voroneț, Gura Humorului, Păltinoasa, Baia, Roman.

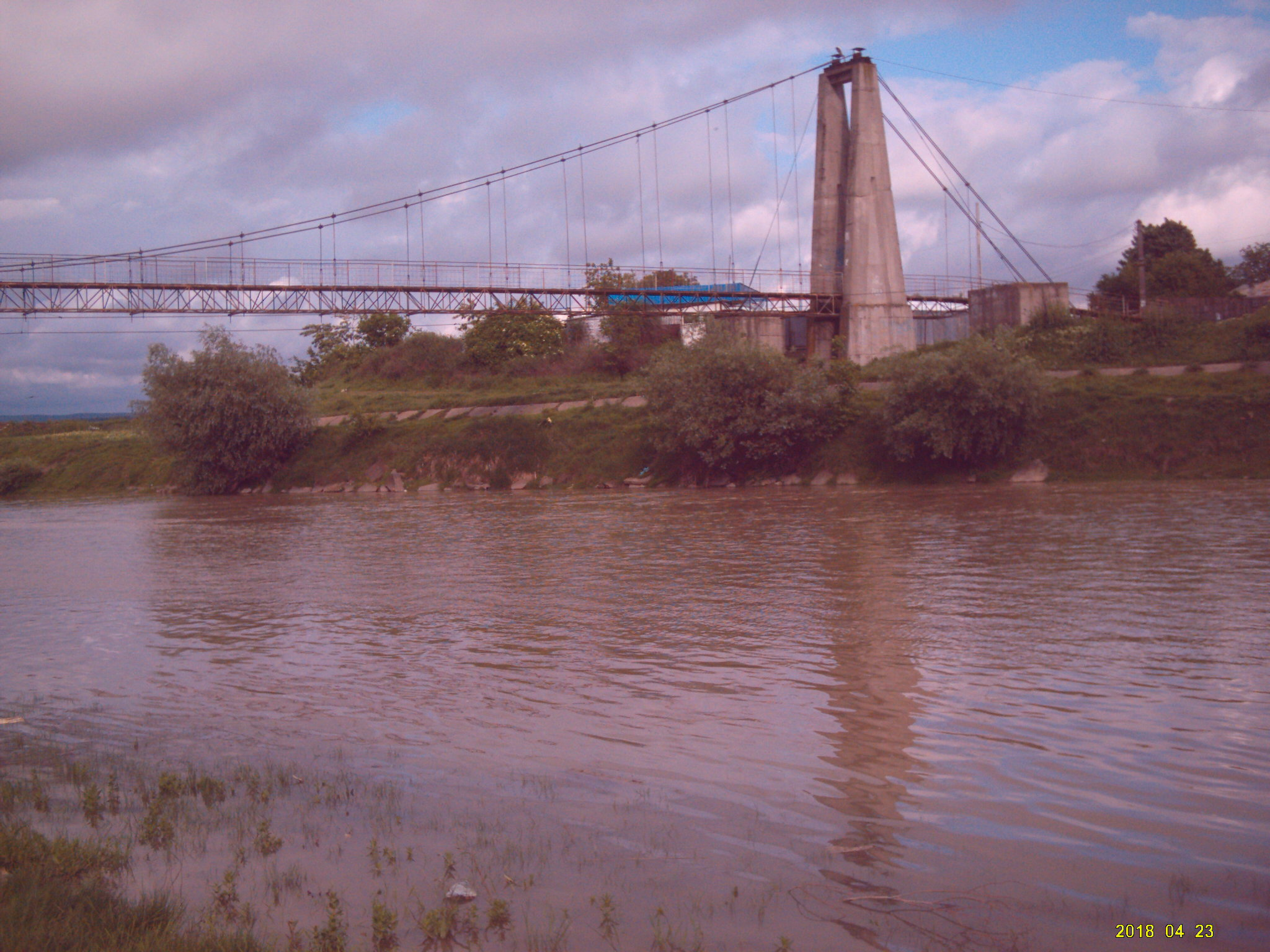
Moldova cerca de Roman

## Mapas
- Maps Munceii Neamțului - Munții Stânișoarei
- Tourist map, Parcul Vânători-Neamț

- Datos: Q539053
- Multimedia: Moldova River / Q539053